# Aeroportul Buli
Aeroportul Buli (IATA: PGQ, ICAO: WAME) este un aeroport din Maba⁠(d), Halmahera Timur⁠(d), Maluku Utara⁠(d), Indonezia ce deservește zona Halmahera Timur⁠(d).
Situat la o altitudine de 2 m, aeroportul dispune de o singură pistă.